# デニス・ペトリッチ
デニス・ペトリッチ（Denis Petrić，1988年5月24日 - ）は、スロベニア・リュブリャナ出身のサッカー選手。ポジションはゴールキーパー。RCランス所属。

## 代表経歴
ペトリッチは各年代ごとのスロベニア代表として定期的にプレーをした。
20歳の誕生日を迎える直前、後輩からの誘いを受けて自身のルーツでもあるセルビア代表としてプレーすることを選択。2008年6月、国際サッカー連盟から代表チーム変更の申請が認められ、U-21セルビア代表の合宿に参加したが試合出場の機会はなかった。
その後もセルビア代表に招集されることがなかったためスロベニア代表に招集される資格を有しているが、同代表ではサミール・ハンダノヴィッチが長らく正GKを務めるほか、ヤスミン・ハンダノヴィッチなど有望なGKを輩出している。そのため2011年のインタビューでは試合出場の可能性は低いと語っている。